# Onitis kingstoni
Onitis kingstoni är en skalbaggsart som beskrevs av Jan Krikken 1977. Onitis kingstoni ingår i släktet Onitis och familjen bladhorningar. Inga underarter finns listade i Catalogue of Life.